# Parasola
Parasola Redhead, Vilgalys & Hopple, in Redhead, S.A.; Vilgalys, R.; Moncalvo, J.M.; Johnson, J.; Hopple, J.S., Taxon 50(1): 235 (2001).
Il genere Parasola è un gruppo di funghi che fino ad oggi erano classificati nel genere Coprinus.
Basandosi su dati molecolari, il genere Coprinus è stato diviso e il Parasola, insieme ai generi Coprinopsis, Coprinellus e Psathyrella è stato collocato nel 2001 nella nuova famiglia delle Psathyrellaceae (Singer) Vilgalys, Moncalvo & Redhead .

## Caratteristiche del genere
Velo
Assente. Carpoforo molto fragile.
Lamelle
Mai deliquescenti.

Carne
Insignificante.
- Odore e Sapore: nulli.

## Habitat
Su terreni ricchi di humus o su prati.

## Commestibilità delle specie
Senza valore.

## Specie di Parasola
La specie tipo è Parasola plicatilis (Curtis) Redhead, Vilgalys & Hopple (2001), altre specie incluse sono:
- Parasola auricoma (Pat.) Redhead, Vilgalys & Hopple (2001)
- Parasola besseyi (A.H. Sm.) Redhead, Vilgalys & Hopple (2001)
- Parasola brunneola (McKnight) Redhead, Vilgalys & Hopple (2001)
- Parasola galericuliformis (Losa ex Watling) Redhead, Vilgalys & Hopple (2001)
- Parasola hemerobia (Fr.) Redhead, Vilgalys & Hopple (2001)
- Parasola hercules (Uljé & Bas) Redhead, Vilgalys & Hopple (2001)
- Parasola kuehneri (Uljé & Bas) Redhead, Vilgalys & Hopple (2001)
- Parasola lactea (A.H. Sm.) Redhead, Vilgalys & Hopple (2001)
- Parasola leiocephala (P.D. Orton) Redhead, Vilgalys & Hopple (2001)
- Parasola lilatincta (Bender & Uljé) Redhead, Vilgalys & Hopple (2001)
- Parasola megasperma (P.D. Orton) Redhead, Vilgalys & Hopple (2001)
- Parasola mirabilis (Mont.) Redhead, Vilgalys & Hopple (2001)
- Parasola misera (P. Karst.) Redhead, Vilgalys & Hopple (2001)
- Parasola nudiceps (P.D. Orton) Redhead, Vilgalys & Hopple (2001)
- Parasola pachytera (Berk. & Broome) Redhead, Vilgalys & Hopple (2001)
- Parasola schroeteri (P. Karst.) Redhead, Vilgalys & Hopple (2001)
- Parasola setulosa (Berk. & Broome) Redhead, Vilgalys & Hopple (2001)
- Parasola subprona (Cleland) J.A. Simpson & Grgur. (2001)
- Parasola virgulacolens (Cleland) J.A. Simpson & Grgur. (2001)